# ウェルセーブ
ウェルセーブは、かつて関東地方で展開していた日本初の外資系スーパーマーケットチェーンである。

## 概要
香港を本拠としてアジアとヨーロッパでディスカウントタイプの食品スーパーを国際的に展開しているデイリーファーム・インターナショナル・ホールディングスと日本で総合スーパーを運営している西友が1995年（平成7年）4月に合弁で株式会社ディエフアイ西友を設立したのが始まりである。
日本における食品スーパーとしては初の外資系企業で、徹底した低経費（ローコスト）運営を目指しており、無駄な装飾を省いた店舗や商品を毎日が低価格（EDLP=エブリデー･ロー･プライス）を基本に競合のスーパーマーケットよりも約15～20%安い価格で販売することを目指し、取扱商品を売れ筋の約4,000品目に絞り込んでその中でも重点商品とした約600品目については競合店よりも約20%以上安く販売する戦略を採った。
1995年（平成7年）9月5日に埼玉県志木市の東武鉄道東上線志木駅前に第1号店としてウェルセーブ志木店を開店したのを皮切りに、同年12月15日には群馬県邑楽郡大泉町に西小泉店を開店して関東北部へも進出した。
生鮮食品売場を奥に配置する独自の売場構成を行っており、生鮮売場を前面に出す日本での標準的なスーパーマーケットとの売場とは大きく異なる店舗形式を採っていた。
しかし、売上が伸び悩んだため、5店舗目の伊勢崎店からは青果・精肉・鮮魚の生鮮三品を各々の専門店を導入する方針へ転換して生鮮食品部門の強化を図り、1996年（平成8年）11月2日にはプライベートブランド「ノーフリル」20品目を発売した。
また、1995年（平成7年）に開業した4店舗が1996年（平成8年）5月時点で全店が酒販免許を取得してビールなど酒類販売が好調となるなど種類の販売にも力を入れていた。
第1号店の開業から1年間で埼玉県、群馬県、東京都、茨城県、千葉県の5都県に8店を開店させ、1996年（平成8年）12月21日に五井店を開業して14店にまで店舗網を拡大し、独自の店舗開発のみに拘らず親会社の西友や競合他社の店舗を活用した積極的な出店戦略で2000年（平成12年）に100店まで店舗網を拡張する構想の実現を目指す急速な多店舗展開が図られていた。
1997年（平成9年）1月8日付で法人名を株式会社ディエフアイ西友から株式会社ウェルセーブへ変更して店舗名と同一化して知名度の向上を図り、同年中に17店の新規出店を行って店舗数を2倍以上に拡大する計画を立て、首都圏の同業他社に資本提携を含む業務提携を打診して生鮮食品部門の強化を図る動きもあった。
また、1997年（平成9年）4月1日には電子商店街に「ウェルセーブ‐オンライン・ディスカウント・フードストア」を開設してネット販売へ進出し、店舗のない地域の顧客への販売を図り、同年5月17日には第1号店の志木店の売場構成を見直して日本のスーパーマーケットの標準的な形式である生鮮食品売場を店舗の前面に配置することで日本の消費者に合せる改装を行って売上を伸ばそうとした。
しかし、日本の小売市場では当社の低価格戦略の競争力が有効に機能せず売上が低迷したため、中・小型で駅前や繁華街立地型の総合スーパーが多かった西友の不採算店からの転換が進まず、店舗網は1998年（平成10年）2月5日時点で1996年（平成8年）12月末時点と同じ14店に留まると共に赤字が拡大することになった。
同時に日本側の経営母体であった西友が連結ベースで1兆2000億円ある有利子負債圧縮のために約90社の関連企業を2002年までに25社に減らす事業再編計画に乗り出すことになったため、その一環として1998年（平成10年）上期中に全14店舗を閉鎖して会社も清算されることになり、同年8月をもって日本での事業から撤退することになった。
なお、この事業撤退の際に志木店と市川店、鬼高店の3店はたいらやと店舗譲受契約を締結して店舗賃貸借契約の承継と店舗什器設備の譲渡が為され、たいらやの店舗となった。

## 沿革
- 1995年（平成7年）
  - 4月 - 株式会社ディエフアイ西友を設立[1]。
  - 9月5日 - 埼玉県志木市に第1号店のウェルセーブ志木店を開店[7]。
- 1996年（平成8年）11月2日 - 自社開発製品(PB)「ノーフリル」を発売[12]
- 1997年（平成9年）
  - 1月8日 - 株式会社ウェルセーブに社名を変更[1]。
  - 4月1日 - ウェルセーブ‐オンライン・ディスカウント・フードストアを開設[17]。
- 1998年（平成10年） - 全14店舗を閉鎖し[4]、会社を清算[5]。

## 店舗
埼玉県
- 志木店（志木市）
  - 1995年（平成7年）9月5日に開店した第1号店で[7]東武鉄道東上線志木駅前に立地していた[9]。
  - 開業時には生鮮食品売場を奥に配置する独自の売場構成であったが、1997年（平成9年）5月17日に日本のスーパーマーケットの標準的な売場構成である生鮮食品売場を前面に配置する形式へ改装した[10]。
  - 店舗譲受契約を締結して店舗賃貸借契約の承継と店舗什器設備の譲渡を受け[19]、1998年（平成10年）7月24日にたいらや志木店が開店した[9]。
- 宮原店（大宮市日進三丁目）
  - 1996年（平成8年）7月13日に開店した駅前立地のやや小型の店舗だった[20]。埼玉県2号店[20]。
- 富士見店（富士見市）[21]
  - 1996年（平成8年）10月26日に東武鉄道東上線鶴瀬駅から北に約1kmの場所に開店した自社で初めて設計・建設を行い、高い吹き抜けの天井を持つ平屋建ての欧米でフードバーンといわれる回遊性の高い形式を取り入れた店舗だった[21]。
- 伊奈店（伊奈町）
  - 1996年（平成8年）12月7日にJR宇都宮線蓮田駅から南西に約1.5kmの場所に開店した埼玉県4号店[15]。

東京都
- つくし野店（町田市）[22]
  - 1995年（平成7年）11月に開店した第2号店だった[22]。
- 成城店
  - 1996年（平成8年）10月12日に開店した東京都第2号店だが全店舗で最も都心に近い立地の店舗で、京王電鉄京王線仙川駅と小田急電鉄小田原線喜多見駅を最寄り駅とする調布市、狛江市、世田谷区の境に位置にあった[23]。ただし、駅からのアクセスには難があり、付近の狛江ハイタウンまでのバス路線が喜多見駅、つつじヶ丘駅から発着している。
  - 2階に家具店が入っていた2階建ての店舗ビルの1階部分に入居していた[24]。
  - 跡地には当時家電量販店だったワットマンが出店していたが、2004年に同業のデンコードーに譲渡。そのデンコードーも2008年に閉鎖され、以降は2階の歯医者を除いて長らく空きテナント状態になり、2018年現在は取り壊されマンションとなっている。

千葉県
- 市川店（市川市）
  - 1996年（平成8年）5月18日に開店した千葉県第1号店で地下1階を全て専門店による生鮮食品売場としていた[25]。JR市川駅から徒歩5分で京成電鉄市川真間駅から徒歩1分の場所に出店していた駅前商店街立地の店舗だった[26]。
  - 店舗譲受契約を締結して店舗賃貸借契約の承継と店舗什器設備の譲渡を受け[19]、1998年（平成10年）7月30日にたいらや市川店が開店した[26]。後に閉店し、現在はマンション。
- 鬼高店（市川市）
  - 1996年（平成8年）11月16日に開店したJR総武線下総中山駅から南に約800mの場所にあるマンションの1階に出店した150坪弱の小型店だった[27]。
  - 店舗譲受契約を締結して店舗賃貸借契約の承継と店舗什器設備の譲渡を受け[19]、1999年（平成11年）1月にたいらや鬼高店が開店したが2000年（平成12年）4月9日に閉店となり、同年5月には生鮮スーパーマイ・ハートが引き継いで営業開始している[28]。
- 八千代台店（八千代市）
  - 1996年（平成8年）11月30日に開店した新規出店としては2店目の店舗だった[29]。
- 五井店（市原市五井[30]）
  - 1996年（平成8年）12月21日にJR内房線五井駅から徒歩約3分の場所に開店した[15]売場面積1,565m2の店舗で千葉薬品が運営していたスーパー「ヤックス五井店」跡への出店だった[30]。

茨城県
- 戸頭店（取手市）
  - 1995年（平成7年）12月23日に開店した茨城県第1号店で1階が食品売場で2階が催事場となっていた[31]。
  - 元々は京成ストアだった。

群馬県
- 西小泉店（邑楽郡大泉町）
  - 1995年（平成7年）12月15日に開店した関東北部の第1号店で東武鉄道小泉線西小泉駅の西側徒歩約10分の場所に立地していたワンフロアの店舗だった[8]。
- 伊勢崎店（伊勢崎市）
  - 1996年（平成8年）3月30日に国道462号と国道354号の交差点の近くに開店し、初めて生鮮部門に専門店を導入した店舗だった[11]。
- 伊勢崎中央店（伊勢崎市）
  - 1996年（平成8年）5月25日に開店[25]。